# Registre national des lieux historiques dans le comté de Plumas

Localisation du comté de Plumas en Californie

Ceci est la liste des lieux historiques inscrits sur le registre national dans le comté de Plumas en Californie.
Cette liste des propriétés et des districts du registre national des lieux historiques dans le comté de Plumas, en Californie, est censée être exhaustive. Les coordonnées de latitude et longitude sont fournies pour la plupart des propriétés et les districts du registre national ; ces localisations peuvent être aperçus sur Google Maps.
Il y a six propriétés et districts répertoriés sur le registre national dans le comté.

## Liste actuelle
| Position | ID        | Type | Nom                                        | Localisation                                                                      | Ville                  | Date d'inscription | Image | Coordonnées                          | Description |
| -------- | --------- | ---- | ------------------------------------------ | --------------------------------------------------------------------------------- | ---------------------- | ------------------ | ----- | ------------------------------------ | ----------- |
| 1        | 03000963  | NRHP | Ch'ichu'yam-bam                            | Adresse restreinte                                                                | Crescent Mills         | 25 septembre 2003  |       |                                      |             |
| 2        | 03001062  | HD   | Drakesbad Guest Ranch                      | Extrémité de Warner Creek Valley, Parc national volcanique de Lassen              | Chester                | 22 octobre 2003    |       | 40° 26′ 23″ nord, 121° 24′ 52″ ouest |             |
| 3        | 71000172  | NRHP | Lakes Basin Petroglyphs                    | Adresse restreinte                                                                | Gold Lake (Californie) | 6 mai 1971         |       |                                      |             |
| 4        | 100001211 | NRHP | Mount Harkness Fire Lookout                | Parc national volcanique de Lassen                                                | Mineral                | 19 juin 2017       |       | 40° 25′ 52″ nord, 121° 18′ 06″ ouest |             |
| 5        | 73000421  | HD   | Plumas-Eureka Mill, Jamison Mines District | Ouest de Blairsden au larg de l'Alt. U.S. 40 dans le parc d'État de Plumas-Eureka | Blairsden              | 16 juillet 1973    |       | 39° 44′ 56″ nord, 120° 43′ 09″ ouest |             |
| 6        | 78000364  | NRHP | Warner Valley Ranger Station               | Nord de Chester dans le parc national volcanique de Lassen                        | Chester                | 3 avril 1978       |       | 40° 26′ 28″ nord, 121° 22′ 57″ ouest |             |